# Gender-related development index
Gender-related development index, GDI, visar skillnader mellan män och kvinnor inom länder. GDI tar hänsyn till skillnader vad gäller medellivslängd, läs/skrivkunnigheter, skolutbildning och inkomst.
De fem högst rankade länderna 2005 var Island, Australien, Norge, Kanada och Sverige.